# Лука Чивитавекија
Лука Чивитавекија, такође позната као „Лука Рим“,   је лука у Чивитавекији, метрополитанског града Рима. То је важно чвориште за поморски саобраћај у Италији, за робу и путнике. Римски терминал за крузере је део луке.   Као део „ Аутопутева мора “,  повезана је са неколико медитеранских лука и представља једну од главних веза између италијанског копна и Сардиније.
Лука Чивитавекија, са приближно 3,33 милиона путника годишње, прва је италијанска лука за крузере, прва у Европи, прва у Средоземном мору и међу најпрометнијима на свету . 

## Информације
То је мултифункционална лука, подељена на два макро подручја са различитом тржишном динамиком: на југу, оно посвећено туризму, јахтингу и крстарењима; на северу подручје за комерцијални саобраћај, риболов и каботажу; данас може да рачуна на приближно 1.900.000 м2 докова, 25 оперативних везова дужине од 100 до 400 м, за приближно 13 км везова;  приближно 11 милиона тона расутог терета се превози сваке године; последњих година су порасле приобалне услуге, тј. редовне услуге намењене превозу путника и робе на медитеранским рутама.

## Терминали
Лука се састоји од три главна терминала подељена по категорији услуга (трајекти, крстарења, сервисни центар):
| Терминал                          | Одредиште                                                                                                |
| --------------------------------- | --- |
| Терминал Аутостраде дел Маре (Т1) | Олбија Каљари Арбатакс Порто Торес Палермо Термини Имерезе Барселона Тунис                               |
| Терминал за крузере у Риму (RCT)  | Италија Шпанија Француска Грчка Турска Хрватска Црна Гора Кипар Тунис Сједињене Америчке Државе Барбадос |
| Терминал Ларго дела Паче          | Инфопункт Сервисни центар луке Чивитавекија                                                              |